# Мервін О'Доннелл
Мервін О’Доннелл (англ. Mervyn O'Donnell) — британський майстер шотокан-карате, 8-й дан, засновник клубу Rengokai Shotokan Karate та національний директор SKDUN у Великій Британії.

## Біографія
Почав займатися карате у 1967 році; був серед учнів перших японських сенсеїв, що приїхали до Великої Британії — Канадзави, Еноеди, Асано, Очі, Сумі, Такахаші та Томіти.

### Portchester Karate Club
У 1982 році заснував Portchester Karate Club у поромному місті Портчестер (Гемпшир). До 2016 року був секретарем та старшим екзаменатором SEKU (Shotokan of England Karate Union). Також протягом низки років викладав у Нідерландах, заснувавши клуб у Гауді.
У 2003 році викладав сенсею Хіроказу Канадзаві під час його світового туру.

## Rengokai Shotokan Karate
Після виходу з SEKU заснував незалежний клуб Rengokai Shotokan Karate, де нині обіймає посаду головного інструктора.

## Діяльність у SKDUN
Член правління SKDUN (Shotokan Karate-Do of United Nations) та національний директор SKDUN у Великій Британії.

## Визнання
Отримав 8-й дан від міжнародної атестаційної комісії SKDUN під головуванням сенсея Тошіакі Намікі.